# Jean-Christophe Bouvier
Jean-Christophe Bouvier (ur. 15 listopada 1966 roku) – polityk francuski.
Od 4 września 2014 roku pełni urząd prefekta (reprezentanta prezydenta Francji) we wspólnocie zamorskiej: Saint-Pierre i Miquelon.